# Bernard Cornut-Gentille
Bernard Cornut-Gentille (* 26. Juli 1909 in Brest, Département Finistère; † 21. Januar 1992 in Paris) war ein französischer Kolonialadministrator, Diplomat und Politiker der Rassemblement du peuple français (RPF) sowie später der Union pour la Nouvelle République (UNR), der von 1948 bis 1951 Generalgouverneur von Französisch-Äquatorialafrika, zwischen 1952 und 1956 Generalgouverneur Französisch-Westafrikas, 1956 Ständiger Vertreter bei den Vereinten Nationen in New York sowie zwischen 1957 und 1958 Botschafter in Argentinien war.
Er war zwischen 1958 und 1968 Mitglied der Nationalversammlung und bekleidete von 1958 bis 1959 das Amt des Ministers für die Überseegebiete sowie zwischen 1959 und 1960 das Amt des Ministers für Post und Telekommunikation. Daneben war er von 1959 bis 1968 sowie zwischen 1971 und 1978 Bürgermeister von Cannes sowie zugleich von 1973 bis 1978 erneut Mitglied der Nationalversammlung.

## Leben

### Studium, Verwaltungsbeamter und Zweiter Weltkrieg

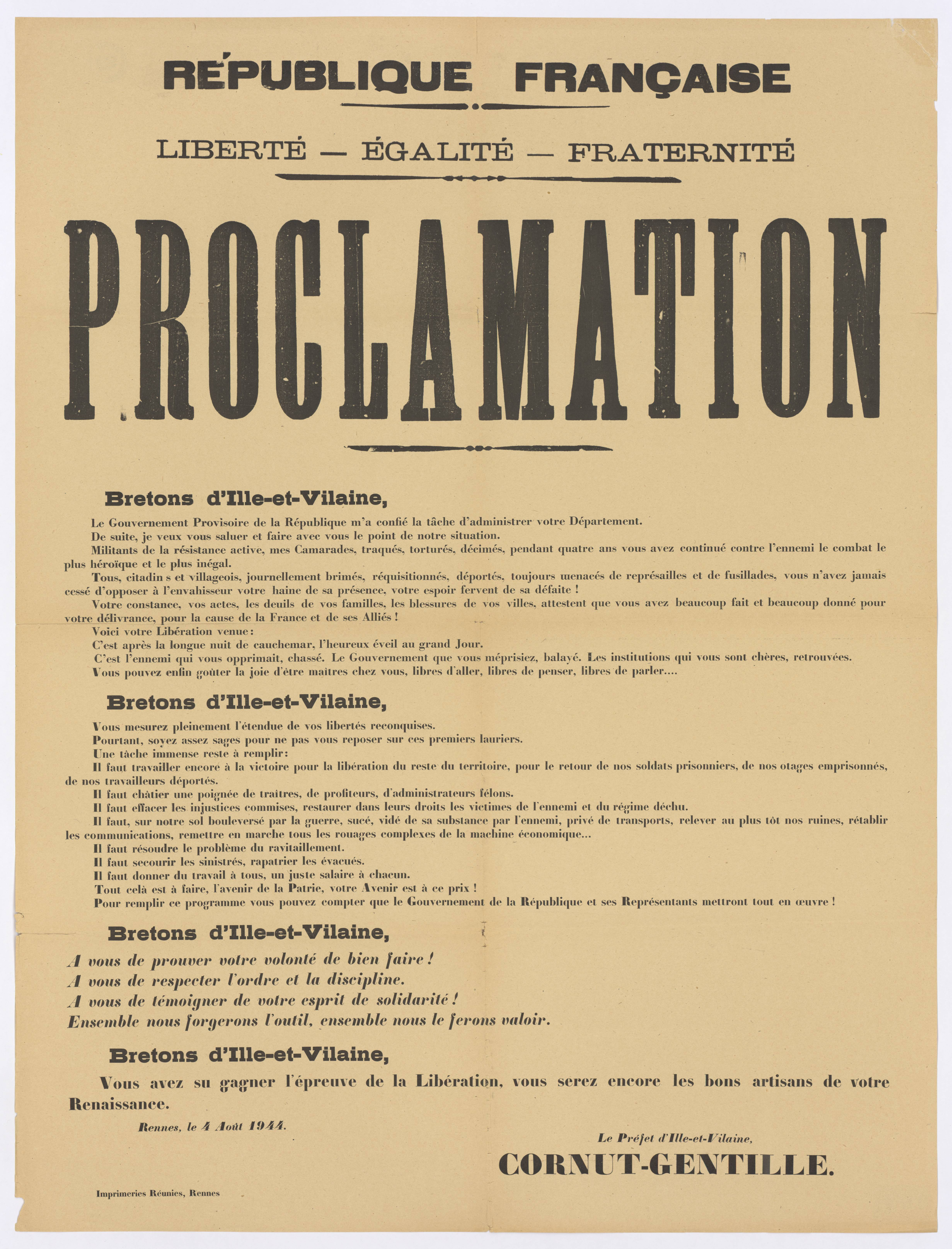
Proklamation von Cornut-Gentille als Präfekt des Département Ille-et-Vilaine, 4. August 1944

Cornut-Gentille war der Sohn eines Chefkommissars der Marine sowie Enkel des Kapitäns zur See Jean Joseph Alfred Cornut-Gentille, der zwischen 1883 und 1885 Befehlshaber der französischen Truppen in Gabun war. Er selbst absolvierte nach dem Schulbesuch ein Studium an der 1872 von Émile Boutmy gegründeten privaten Hochschule École libre des sciences politiques, das er mit einem Lizenziat der Rechtswissenschaften abschloss. Im Anschluss begann er 1935 seine berufliche Laufbahn in der Präfektur des Département Loir-et-Cher, wo er zunächst Stellvertretender Kabinettschef und kurz darauf Kabinettschef des Präfekten wird. Am 21. April 1937 heiratete er Luce Marsaud im Beisein des ehemaligen Premierministers Camille Chautemps sowie von Léon Meyer, der damals sowohl Mitglied der Nationalversammlung als auch Bürgermeister von Le Havre war.
Im August 1938 wurde Cornut-Gentille Leiter des Sekretariats von Chautemps, der seit dem 10. April 1938 Vize-Premierminister war. Im Januar 1939 erfolgte seine Beförderung zum Unterpräfekten (Sous-préfet), ehe er nach dem Ausbruch des Zweiten Weltkrieges am 2. September 1939 zum Militärdienst einberufen wurde. Während des Frankreichfeldzuges der deutschen Wehrmacht wurde er verwundet und geriet in Kriegsgefangenschaft.
Nach seiner Genesung im Militärkrankenhaus von Béthune kehrte er im November 1940 in den Staatsdienst zurück und wurde zunächst Unterpräfekt des Arrondissement Vouziers, ehe er 1941 Kabinettschef des Präfekten des Département Nord wurde. Daraufhin wurde er 1942 Unterpräfekt des Arrondissement Saint-Dié-des-Vosges, einige Zeit später 1942 Kabinettschef von Henri Ingrand, der Delegierter Präfekt beim Innenminister war, sowie schließlich 1943 Unterpräfekt des Arrondissement Reims. Von diesem Amt tritt er am 16. Mai 1943 zurück, um sich politisch und militärisch in der Widerstandsbewegung Résistance an der Seite von Émile Bollaert zu engagieren, der damals Generaldelegierter des Französischen Komitees für die Nationale Befreiung im besetzten Frankreich (Zone occupée) war. Für seine Verdienste in der Widerstandsbewegung wurde ihm die Médaille de la Résistance verliehen.
Nach seiner Teilnahme mit Claude Hettier de Boislambert an der Befreiung von Rennes wird er im August 1944 zunächst Präfekt des Département Ille-et-Vilaine, aber bereits einen Monat später im September 1944 Präfekt des Département Somme, ehe er nach Kriegsende im Mai 1945 zum Präfekten des Département Bas-Rhin ernannt wurde.

### Vierte Republik

#### Generalgouverneur in Afrika
Im September 1947 wechselte Cornut-Gentille ins Innenministerium, wo er Leiter der Abteilung für Departements- und Kommunalangelegenheiten wurde. Während dieser Zeit trat er der von Charles de Gaulle gegründeten Rassemblement du peuple français (RPF) bei, die sich als Opposition und Alternative zu den drei Regierungsparteien (Troisième Force) aus Section française de l’Internationale ouvrière (SFIO), Union démocratique et socialiste de la Résistance (UDSR) und Mouvement républicain populaire (MRP) der jungen Vierten Republik verstand.
Am 26. März 1948 wurde Bernard Cornut-Gentille als Nachfolger von Jean Louis Marie André Soucadaux zum Generalgouverneur von Französisch-Äquatorialafrika (Afrique équatoriale française) ernannt und übte dieses Amt bis zu seiner Ablösung durch Paul Chauvet am 21. September 1951 aus. In dieser Funktion pflegte er zuletzt gute Beziehungen mit François Mitterrand, zusammen, der vom 10. Juli 1950 bis zum 12. August 1951 Minister für die Überseegebiete war.
Im Anschluss wurde er am 21. September 1951 Nachfolger von Paul Béachard als Generalgouverneur von Französisch-Westafrika (Afrique occidentale française), nachdem Paul Chauvet diese Funktion seit dem 24. Mai 1951 kommissarisch bekleidet hatte. Er verblieb auf diesem Posten bis zu seiner Ablösung durch Gaston Cusin am 5. Juni 1956. In dieser Funktion organisierte er im März 1953 den Besuch von General de Gaulle in Französisch-Westafrika und gewann dadurch dessen Aufmerksamkeit.

#### Botschafter und Minister für die Überseegebiete
Im Juni 1956 wurde Cornut-Gentille Nachfolger von Hervé Alphand als Ständiger Vertreter bei den Vereinten Nationen in New York City im Range eines Botschafters und übte dieses diplomatische Amt bis zu seiner Ablösung durch Guillaume Georges-Picot im September 1956 aus. Während dieser Zeit fungierte er auch als Ständiger Vertreter Frankreichs im Sicherheitsrat der Vereinten Nationen.
1957 wurde er Nachfolger von Philippe Baudet als Botschafter in Argentinien (Ambassadeurs de France en Argentine) und war dort bis zu seiner Ablösung durch Armand de Blanquet du Chalay im Juni 1958 tätig.
Nach seiner Rückkehr nach Frankreich wurde Cornut-Gentille am 9. Juni 1958 von Premierminister de Gaulle als Minister für die Überseegebiete (Ministre de la France d’Outre-Mer) in dessen drittes Kabinett berufen, dem er bis zum Ende von dessen Amtszeit am 8. Januar 1959 angehörte. Seine Aufgabe bestand im Wesentlichen darin, die alte Union française in eine freie Gemeinschaft umzubilden, die aus der Französischen Republik und ihren alten Kolonien südlich der Sahara bestand. Diese Umwandlung verlief weitgehend erfolgreich, da nur Guinea unter Ahmed Sékou Touré auf seine Unabhängigkeit bestand. Dies war vorwiegend auf den Bericht des Hochkommissars in Französisch-Westafrika, Pierre Messmer zurückzuführen, der sich weigerte, den Anruf von General de Gaulle bei Touré vom 25. August 1958 zurückzunehmen, was zum Bruch de Gaulles mit dem Führer Guineas führte. Daraufhin entschied sich Guinea am 28. September 1958 in einer Volksabstimmung als einzige französische Kolonie in Afrika für die vollständige Unabhängigkeit. Es folgte die Ausrufung am 2. Oktober 1958 der Ersten Republik mit Ahmed Sékou Touré als Staatspräsidenten.

### Fünfte Republik

#### Mitglied der Nationalversammlung und Minister im Kabinett Debré
Bei den Wahlen zur ersten Nationalversammlung der am 5. Oktober 1958 gegründeten Fünften Französischen Republik am 30. November 1958 kandidierte Cornut-Gentille auf der Liste der gaullistischen Union pour la Nouvelle République (UNR) im fünften Wahlkreis des Département Alpes-Maritimes, der insbesondere aus den Städten Antibes und Cannes bestand. Im zweiten Wahlgang erreichte er mit 31.915 Stimmen eine deutliche Mehrheit vor seinem Gegenkandidaten von der Parti communiste français (PCF), Henri Pourtalet, auf den 10.369 Stimmen entfielen. Dabei kam ihm zugute, dass der Zweitplatzierte im ersten Wahlgang und Vize-Bürgermeister von Cannes, Jean-Pierre Verdet, auf eine Kandidatur im zweiten Wahlgang verzichtet hatte. Er hatte dieses Abgeordnetenmandat zunächst bis zum 8. Februar 1959 inne.
Einen Monat zuvor war Bernard Cornut-Gentille von Premierminister Michel Debré als Minister für Post und Telekommunikation (Ministre des postes et télécommunications) in dessen Kabinett berufen worden.  Von diesem Ministeramt trat er jedoch am 5. Februar 1960 aus Protest gegen die Politik von Präsident de Gaulle im Algerienkrieg zurück. Zu seinem Nachfolger wurde daraufhin Michel Maurice-Bokanowski ernannt.

#### Bürgermeister von Cannes und Wiederwahl zum Abgeordneten
Zugleich wurde Cornut-Gentille im März 1959 erstmals zum Bürgermeister von Cannes gewählt und bekleidete dieses Amt zunächst bis 1968. Im März 1961 wurde er trotz seiner kritischen Haltung gegen die Algerienpolitik des Präsidenten als Bürgermeister von Cannes wiedergewählt.
Bei den Wahlen vom 18. November 1962 hatte er damit mit dem Gaullismus gebrochen und trat im fünften Wahlkreis des Département Alpes-Maritimes nunmehr als Parteiloser an und konnte dabei bereits im ersten Wahlgang sein Abgeordnetenmandat gegen seinen Herausforderer von der UNR, René Bussoz, behaupten. Nach seinem Wiedereinzug in das Palais Bourbon schloss er sich keiner Fraktion an, stimmte aber später zeitweise mit dem 1966 gegründeten Centre démocrate von Jean Lecanuet. In dieser Wahlperiode engagierte er sich neben seinem Bürgermeisteramt insbesondere für kommunalpolitische Themen und war Mitglied des Industrie- und Handelsausschusses (Commission de la production et des échanges). 1963 wurde er zudem zum Mitglied des Generalrates des Département Alpes-Maritimes gewählt, dem er bis 1976 angehörte, und war dort zehn Jahre lang maßgeblich im Ausschuss für die regionale wirtschaftliche Entwicklung der Region Provence-Alpes-Côte d’Azur tätig.
Im März 1965 wurde Cornut-Gentille abermals zum Bürgermeister von Canns gewählt. Darüber hinaus wurde er am 12. März 1967 wieder zum Mitglied der Nationalversammlung gewählt und vertrat bis zum 30. Mai 1968 erneut als Parteiloser den fünften Wahlkreis des Département Alpes-Maritimes, wobei er abermals im zweiten Wahlgang gegen den Kandidaten der PCF gewann, der zuvor Drittplatzierter des ersten Wahlgangs war.

#### Der Mai 1968 und vorübergehender Rückzug aus der Politik
Die politische Krise nach den Studentenunruhen im Mai 1968 führte zu einer Veränderung der politischen Situation. Cornut-Gentille sah in dem Geschehen im Frühjahr 1968 eine Abrechnung mit dem Gaullismus und dessen Führer, Präsident de Gaulle. Diese Einstellung führte zu seiner Isolation im Stadtrat von Cannes, so dass er bald darauf als Bürgermeister zurücktrat und sich auch entschloss, bei den Wahlen zur Nationalversammlung im Juni 1968 nicht erneut zu kandidieren. Sein Nachfolger als Bürgermeister von Cannes wurde daraufhin 1968  André Vouillon.
Diese Wahlen führten jedoch zu einer Stärkung des Gaullismus, deren nunmehrige politische Partei, die Union des Démocrates pour la République (UDR) aus den Wahlen vom 23. und 30. Juni 1968 mit 293 der 487 Mandate eine deutliche Mehrheit in der Nationalversammlung erhielt. Auch aus der Präsidentschaftswahl am 1. und 15. Juni 1969 ging mit Georges Pompidou ein Vertreter des Gaullismus hervor.

#### Wiederwahl zum Bürgermeister von Cannes und zum Abgeordneten
Im März 1970 wurde Cornut-Gentille wieder zum Mitglied des Generalrates des Département Alpes-Maritimes gewählt und gewann 1971 auch die Wahlen zum Bürgermeister von Cannes, so dass er seinen eigenen Nachfolger André Vouillon wieder ablöste.
Bei den Wahlen vom Frühjahr 1973 kandidierte er erneut als Parteiloser für die Nationalversammlung im fünften Wahlkreis des Département Alpes-Maritimes. Sein Hauptherausforderer war der ehemalige Abgeordnete Pierre Pasquini, der für die UDR antrat. In seinem Wahlkampf setzte Cornut-Gentille abermals auf kommunale Themen, forderte aber auch eine Änderung der Regierungspolitik des Präsidenten. Er wurde mit einem knappen Ergebnis im zweiten Wahlgang am 11. März 1973 wieder zum Abgeordneten gewählt und gehörte der Nationalversammlung bis zum 2. April 1978 an. Er schloss sich abermals keiner Fraktion an und wurde diesmal Mitglied des Ausschusses für Finanzen, Wirtschaft und Planung (Commission des finances, de l’économie générale et du plan). Seine zunehmende Haltung zugunsten der politischen Linke entfernte ihn zunehmend von seinen Wählern und Unterstützern in seinem Département, das politisch mehrheitlich Mitte-Rechts geprägt war.

#### Wahlniederlagen 1978 und 1981
Er wurde 1977 erneut zum Bürgermeister von Cannes wiedergewählt und kandidierte auch bei den Wahlen zur Nationalversammlung im März 1978 erneut. Allerdings wurde er von Louise Moreau geschlagen, die für die regierende Union pour la démocratie française (UDF) des nunmehrigen Staatspräsidenten Valéry Giscard d’Estaing antrat. Im zweiten Wahlgang am 19. März 1978 entfielen auf Louise Moreau 48.338 Wählerstimmen, während Cornut-Gentille 42.859 Stimmen erhielt. Aus Enttäuschung über diese Wahlniederlage legte er daraufhin auch sein Amt als Bürgermeister von Cannes nieder, das von Georges-Charles Ladeveze übernommen wurde.
Bei den Wahlen zur Nationalversammlung am 14. und 21. Juni 1981 kandidierte Cornut-Gentille im fünften Wahlkreis des Département Alpes-Maritimes für den Wiedereinzug ins Parlament. Er erlitt diesmal eine knappe Niederlage von nur 614 Stimmen gegen Louise Moreau, auf die dieses Mal 43.804 Stimmen entfielen, während er selbst 43.190 Wählerstimmen bekam. Nach dieser neuerlichen Niederlage zog er sich endgültig aus dem politischen Leben zurück.
Für seine langjährigen Verdienste wurde er Kommandeur der Ehrenlegion. Sein Neffe François Cornut-Gentille ist seit 1993 Mitglied der Nationalversammlung und vertritt dort den zweiten Wahlkreis des Département Haute-Marne.